# سنترال (فلم قصير)
سنترال فيلم مصري قصير طوله 18 دقيقة، من إخراج وتأليف محمد حماد، صور بتقنية الكاميرا الديجيتال، يتناول الفيلم القضايا الاجتماعية الشائكة في المجتمع المصري مثل الخيانة الزوجية وازدواجية الأشخاص

## قصة الفيلم
تدور أحداث الفيلم حول فتاة تعمل في مركز الاتصالات أو سنترال يقع في إحدى المناطق الشعبية في القاهرة،وتلجأ إلى التنصت على مكالمات الزبائن كي تملأ أوقات فراغها لتكشف من خلال مكالمات الزبائن أسرارهم وفضائحهم، وتفسخ المجتمع وانهياره واستشراء الكبت الجنسي والخيانات الزوجية وعمليات «القوادة» والنصب
ومن الزبائن التي تنجسس عليهم الفتاة سيدة متزوجة تدخل في علاقة محرمة، وشاب مكبوت يتكلم مع فتيات مجهولات على التليفون، وأيضا تتجسس على شقيقها الذي يتظاهر أنه شخص متدين وملتحي ولكن يجري مكالمات من دون أن يدفع ثمنها ومن خلال المكالمات تعرف مشاركته في عمليات النصب، وأيضا تتخسس على زوجة شقيقها المرأة المنقبة التي تخون زوجها مع أحد البلطجيّة

## جدل
أثار هذه الفيلم جدلا واسعا بسبب جرأة الموضوع الذي يتناوله وخصوصا مع ارتداء بطلاته الحجاب والنقاب، ولغة الشارع التي استخدمت في الفيلم بكل مفرداتها من شتائم وسباب من دون تهذيب وتم رفض عرض الفيلم في الكثير مراكز ثقافية ومن أشهرها ساقية الصاوي

## وصلات خارجية
- مقالات تستعمل روابط فنية بلا صلة مع ويكي بيانات

1. ↑  الحجاب يسبب أزمة في فيلم مصري نسخة محفوظة 02 يناير 2015 على موقع واي باك مشين.
2. ↑   https://web.archive.org/web/20080526110825/http://www.daralhayat.com:80/culture/movie/09-2006/Item-20060831-6563e2ba-c0a8-10ed-0044-a0139f71c894/story.html. مؤرشف من الأصل في 2008-05-26. {{استشهاد ويب}}: الوسيط |title= غير موجود أو فارغ (مساعدة)